# الدوري الإسباني الدرجة الثالثة 1933–34
الدوري الإسباني الدرجة الثالثة 1933–34 (بالإسبانية: Tercera División de España 1933-34)‏ هو موسم من الدوري الإسباني الدرجة الثالثة. فاز فيه ريال بلد الوليد.